# Everett Sloane
Everett Sloane (Manhattan, 1º ottobre 1909 – Los Angeles, 6 agosto 1965) è stato un attore statunitense.

## Biografia
Ebreo di New York, era cugino di un altro attore, Tony Roberts. Divenne noto per le sue interpretazioni nei film Quarto potere e La signora di Shanghai, entrambi diretti da Orson Welles.
Si uccise nel 1965 coi barbiturici. L'attore era affetto da glaucoma, e temeva di diventare completamente cieco. 

## Premi e riconoscimenti
- Stella alla Hollywood Walk of Fame (Televisione), 6254 Hollywood Blvd.[1]

## Filmografia parziale

### Cinema
- Quarto potere (Citizen Kane), regia di Orson Welles (1941)
- Terrore sul Mar Nero (Journey into Fear), regia di Norman Foster e, non accreditato, Orson Welles (1943)
- La signora di Shanghai (The Lady from Shanghai), regia di Orson Welles (1948)
- Il principe delle volpi (Prince of Foxes), regia di Henry King (1949)
- Il mio corpo ti appartiene (The Men), regia di Fred Zinnemann (1950)
- Il principe ladro (The Prince Who Was a Thief), regia di Rudolph Maté (1951)
- La città è salva (The Enforcer), regia di Bretaigne Windust e, non accreditato, Raoul Walsh (1951)
- L'uccello di Paradiso (Bird of Paradise), regia di Delmer Daves (1951)
- Rommel, la volpe del deserto (The Desert Fox: The Story of Rommel), regia di Henry Hathaway (1951)
- Damasco '25 (Sirocco), regia di Curtis Bernhardt (1951)
- Più forte dell'amore (The Blue Veil), regia di Curtis Bernhardt e, non accreditato, Busby Berkeley (1951)
- Difendete la città (The Sellout), regia di Gerald Mayer (1952)
- Il grande gaucho (Way of a Gaucho), regia di Jacques Tourneur (1952)
- Il grande coltello (The Big Knife), regia di Robert Aldrich (1955)
- Lassù qualcuno mi ama (Somebody Up There Likes Me), regia di Robert Wise (1956)
- I giganti uccidono (Patterns), regia di Fielder Cook (1956)
- Brama di vivere (Lust for Life), regia di Vincente Minnelli (1956)
- Vertigine (Marjorie Morningstar), regia di Irving Rapper (1958)
- Agguato nei Caraibi (The Gun Runners), regia di Don Siegel (1958)
- A casa dopo l'uragano (Home from the Hill), regia di Vincente Minnelli (1960)
- Ossessione amorosa (By Love Possessed), regia di John Sturges (1961)
- I guerriglieri della giungla (Brushfire), regia di Jack Warner Jr. (1962)
- Il piede più lungo (The Man from the Diners' Club), regia di Frank Tashlin (1963)
- Jerry 8¾ (The Patsy), regia di Jerry Lewis (1964)
- Pazzi, pupe e pillole (The Disorderly Orderly), regia di Jerry Lewis (1964)

### Televisione
- Lights Out – serie TV, episodi 4x45-4x52 (1952)
- The Philip Morris Playhouse – serie TV, episodi 1x07-1x11-1x15 (1953-1954)
- Alfred Hitchcock presenta (Alfred Hitchcock Presents) – serie Tv, episodi 1x08-1x22-4x27 (1955-1959)
- The Alcoa Hour – serie TV, episodio 1x16 (1956)
- The 20th Century-Fox Hour – serie TV, episodio 2x01 (1956)
- Climax! – serie TV, episodi 2x37-2x47-3x19-3x33-4x14-4x30 (1956-1958)
- Goodyear Theatre – serie TV, episodio 2x03 (1958)
- Panico (Panic!) – serie TV, episodi 2x04-2x08 (1958)
- Ricercato vivo o morto (Wanted: Dead or Alive) – serie TV, episodi 1x06-2x10 (1958-1959)
- Cimarron City – serie TV, episodio 1x22 (1959)
- Zorro – serie Tv, 4 episodi (1959)
- General Electric Theater – serie TV, episodi 8x03-10x15 (1959-1962)
- The Best of the Post – serie TV, episodio 1x01 (1960)
- The Chevy Mystery Show – serie TV, 4 episodi (1960)
- Michael Shayne – serie TV episodio 1x02 (1960)
- Ai confini della realtà (The Twilight Zone) – serie TV, episodio 1x17 (1960)
- Thriller – serie TV, episodio 1x06 (1960)
- The Aquanauts – serie TV, episodio 1x08 (1960)
- Bonanza – serie Tv, 2 episodi (1960-1965)
- Scacco matto (Checkmate) – serie TV, episodio 1x21 (1961)
- Corruptors (Target: The Corruptors) – serie TV, episodio 1x11 (1961)
- Follow the Sun – serie TV, episodio 1x02 (1961)
- The Dick Powell Show – serie TV, episodi 1x22-2x13 (1962)
- Bus Stop – serie TV, episodio 1x24 (1962)
- Gli uomini della prateria (Rawhide) – serie TV, episodi 5x09-6x19-7x24 (1962-1965)
- Dakota (The Dakotas) – serie TV, episodio 1x10 (1963)
- Il virginiano (The Virginian) – serie TV, episodio 2x03 (1963)
- La legge del Far West (Temple Houston) – serie TV, episodio 1x04 (1963)
- Sotto accusa (Arrest and Trial) – serie TV, episodio 1x11 (1963)
- Gunsmoke – serie Tv, 2 episodi (1963-1965)
- Gli inafferrabili (The Rogues) – serie TV, episodio 1x23 (1965)
- Ben Casey – serie TV, episodio 4x31 (1965)
- Honey West – serie TV, episodio 1x08 (1965)

## Doppiatori italiani
- Lauro Gazzolo in La signora di Shanghai, Il principe delle volpi, Il principe ladro, Il grande coltello, Lassù qualcuno mi ama, I giganti uccidono, Vertigine, Ai confini della realtà, A casa dopo l'uragano
- Stefano Sibaldi in La città è salva, Difendete la città
- Nino Pavese in L'uccello di Paradiso, Jerry 8¾
- Giorgio Capecchi in Più forte dell'amore, Agguato nei Caraibi
- Bruno Persa in Ossessione amorosa, Pazzi, pupe e pillole
- Sandro Ruffini in Uomini, Damasco '25
- Mario Pisu in Rommel, la volpe del deserto
- Luigi Pavese in Il grande gaucho
- Amilcare Pettinelli in Brama di vivere
- Oreste Lionello in Quarto potere (riedizione)
- Gianfranco Bellini in Zorro (ridoppiaggio)